# Expreso 8 (Metropolitano)
El servicio Expreso 8 es uno de los 13 expresos que forma parte del Metropolitano en Lima, se lo puede reconocer por el color rosado y el logo de un "EX8" en los buses troncales.
Comenzó a brindar servicio el 30 de enero del 2017, desde su inauguración ha tenido algunos cambios de paraderos y cambios de horario, sin embargo, su ruta presentada sigue vigente hasta la actualidad, partiendo desde la estación Izaguirre hasta la estación Plaza de Flores. Durante los primeros días tuvo algunos inconvenientes con su ruta.
Este servicio solo está disponible en las tardes y reemplaza al Expreso 5 en las horas punta de las tardes.

## Horarios
| Horario de operación       | Horario de operación | Horario de operación |
| EXPRESO                    | Hacia el Sur         | Hacia el Norte       |
| -------------------------- | -------------------- | -------------------- |
| Lunes a viernes            | 17:00 a 20:30        | 17:00 a 21:00        |
| Sábado, domingo y feriados | Sin Servicio         | Sin Servicio         |

## Estaciones
A continuación, todas las estaciones del Expreso 8, en algunas estaciones se podían interconectar con diferentes servicios o expresos para una movilización de norte a sur más rápida.
| N.º                           | Estación                           | Común con:                                              |
| ----------------------------- | ---------------------------------- | ------------------------------------------------------- |
| 1                             | Izaguirre (Embarque 2 sur)         | Regular A · Regular B                                   |
| 2                             | Independencia                      | Regular A · Regular B                                   |
| 3                             | Tomás Valle                        | Regular A · Regular B                                   |
| 4                             | Universidad de Ingeniería (UNI)    | Regular A · Regular B                                   |
| RAMAL ALFONSO UGARTE - ESPAÑA |                                    |                                                         |
| RAMAL SUR                     |                                    |                                                         |
| 5                             | Estación Central (Embarque 10 sur) | Regular A · Regular B · Expreso 1 · Super Expreso Norte |
| 6                             | Javier Prado                       | Regular C · Expreso 1 · Expreso 2                       |
| 7                             | Carnaval Moreyna / Andrés Reyes    | Regular C · Expreso 1 · Expreso 2                       |
| 8                             | Angamos                            | Regular C · Expreso 1 · Super Expreso                   |
| 9                             | Benavides                          | Regular C · Super Expreso                               |
| 10                            | Plaza de Flores (Embarque 2 sur)   | Regular C                                               |

| N.º                           | Estación                            | Común con:                                              |
| ----------------------------- | ----------------------------------- | ------------------------------------------------------- |
| 1                             | Plaza de Flores (Embarque 2 norte)  | Regular C                                               |
| 2                             | Benavides                           | Regular C · Expreso 3                                   |
| 3                             | Angamos                             | Regular C · Expreso 1 · Expreso 3                       |
| 4                             | Carnaval Moreyna / Andrés Reyes     | Regular C · Expreso 1 · Super Expreso                   |
| 5                             | Javier Prado                        | Regular C · Expreso 1 · Expreso 2                       |
| 6                             | Estación Central (Embarque 5 norte) | Regular A · Regular B · Expreso 1 · Super Expreso Norte |
| RAMAL ALFONSO UGARTE - ESPAÑA |                                     |                                                         |
| RAMAL NORTE                   |                                     |                                                         |
| 7                             | Universidad de Ingeniería (UNI)     | Regular A · Regular B                                   |
| 8                             | Tomás Valle                         | Regular A · Regular B                                   |
| 9                             | Independencia                       | Regular A · Regular B                                   |
| 10                            | Izaguirre (Embarque 2 norte)        | Regular A · Regular B                                   |

## Lugares recurrentes en los distritos de la trayectoria
Independencia
- Gasolinera Repsol: Av. Gerardo Unger 3869.
- Clínica Jesús del Norte:Av. Carlos Izaguirre 173.
- Municipalidad de Independencia: Av. María Prado de Bellido 800.
- Gran terminal terrestre Plaza Norte: Av. Tupac Amaru 6899.
- Mercado Central FEVACEL: Av. Tomás Valle 111.

San Martín de Porres - Rímac
- Sede Universidad de Ingeniería: Av. Gerardo Unger 254
- Fuerte General de División Rafael Hoyos Rubio: Av. Túpac Amaru 100

Centro de Lima - Breña (ramal de Av. Alfonso Ugarte y Av. España.)
- Central Operativa de Investigación Policía Nacional del Perú: Av. España 321.
- Real Plaza Centro Cívico (Conexión directa con la Estación Central)
- (Arriba de la Estación Central) Palacio de Justicia de la República del Perú, Av. Paseo de la República
- (Arriba de la Estación Central) Sheraton Lima Historic Center (Hotel Sheraton) Av. Paseo de la República 170.

La Victoria
- Sede Requisitorias (PNP): Av. Canadá 100
- Edificio Interbank: Av. Carlos Villarán 197
- Ajinomoto del Perú S.A.: Av. P. de la República 2455

San Isidro
- The Westin Lima Hotel & Convention Center: Calle Las Begonias 450
- Hipermercado Tottus: Calle Las Begonias 785
- Falabella San Isidro:Av. P. de la República 3220
- Ripley San Isidro:Calle Las Begonias 545
- Plaza Vea San Isidro: Av. P. de la República 3440
- Edificio Entel: Av. P. de la República 3490
- Secretaría General de la Comunidad Andina: Av. P. de la República 3895

Miraflores
- Centro Comercial Inka Plaza: Av. Arequipa 5031
- Parque Reducto N°2: Calle Ramón Ribeyro 490